# سابين ليلاج
سابين ليلاج (بالألبانية: Sabjen Lilaj‏) (10 فبراير 1989 ألبانيا - ) هو لاعب كرة قدم ألباني، يلعب كلاعب وسط.

## وصلات خارجية
سابين ليلاج على موقع الاتحاد الدولي (مؤرشف)  (الإنجليزية)
- سابين ليلاج على موقع الاتحاد الأوربي (الإنجليزية)
- سابين ليلاج على موقع قاعدة بيانات كرة القدم.إي يو (الإنجليزية)
- سابين ليلاج على موقع ناشيونال فوتبول تيمز (الإنجليزية)
- سابين ليلاج على موقع Soccerbase.com (لاعب) (الإنجليزية)
- سابين ليلاج على موقع Soccerway.com (الإنجليزية)
- سابين ليلاج على موقع عالم كرة القدم.نت (الإنجليزية)
- سابين ليلاج على موقع AS.com (الإسبانية)